# Delta v
Delta v ({\displaystyle \Delta v}) ist die Änderung (Delta oder Δ) der Geschwindigkeit (Vektor {\displaystyle {\overrightarrow {v}}}) und wird in Strecke pro Zeit (m/s oder km/h) angegeben. Sie ergibt sich aus der Subtraktion zweier Geschwindigkeiten,
{\displaystyle \Delta v=|{\overrightarrow {v_{2}}}-{\overrightarrow {v_{1}}}|} ,
wobei {\displaystyle {\overrightarrow {v_{1}}}} die Geschwindigkeit vor einem Ereignis und {\displaystyle {\overrightarrow {v_{2}}}} die Geschwindigkeit nach dem Ereignis ist. Da {\displaystyle \Delta v} aus der Differenz der Geschwindigkeitsvektoren berechnet wird, werden auch Änderungen der Richtung berücksichtigt, bei denen der Betrag der Geschwindigkeit gleich bleibt.

## Raumfahrtdynamik
In der Raumfahrt ist Delta v, oft ausgeschrieben statt mit Formelzeichen, ein Maß für die Fähigkeit eines Raumfahrzeugs, Manöver auszuführen. Im einfachsten Fall, ohne Gravitationseinwirkung, ist Delta v das Integral der Beträge aller Geschwindigkeitsänderungen längs der gewünschten Trajektorie. Dieses Integral ist der Masse des Manöver ausführenden Raumfahrzeuges gegenüber invariant, ebenso wie gegenüber technischen Details dessen Antriebs. Die Invarianz der Größe hat offensichtliche Vorteile, so dass für Raumfahrzeuge statt Masse, Schub und Treibstoffvorrat das gesamte Delta v ({\displaystyle \Delta v_{\mathrm {max} }}) angegeben wird, zu dem das Raumfahrzeug mit den vorhandenen Treibstoffressourcen fähig ist. Ist der Wert des verbleibenden {\displaystyle \Delta v_{\mathrm {max} }=0}, ist der gesamte Treibstoff verbraucht und keine Kursänderung mehr möglich.
Im Gravitationsfeld, z. B. beim Start oder bei einem Swing-by, entspricht das vom Raumfahrzeug aufzubringende Delta v keiner Geschwindigkeitsänderung direkt, kann aber als Größe dennoch berechnet werden. Es hängt in der Atmosphäre und in einer Nicht-Freifall-Situation allerdings zusätzlich von den aerodynamischen Eigenschaften des Fahrzeuges und der Zeit ab, die das Raumfahrzeug benötigt, um in einen stabilen Orbit, d. h. eine Freifall-Situation, zu gelangen. Für einen Start in einen Low Earth Orbit sind etwa {\displaystyle \Delta v=7{,}8\,\mathrm {km/s} } nötig, um die Geschwindigkeit von der Rotationsgeschwindigkeit an der Erdoberfläche auf die Orbitalgeschwindigkeit zu erhöhen. Dieser Anteil ist der Konstruktion des Raumfahrzeugs gegenüber invariant. Dazu kommen typischerweise {\displaystyle \Delta v=1{,}5{\text{ bis }}2\,\mathrm {km/s} } aufgrund des Luftwiderstandes und der Überwindung der Erdgravitation. Die Bilanz verringert sich durch die Erdrotation um maximal 465 m/s, wenn der Start am Äquator mit einer Inklination von 0° in östliche Richtung erfolgt.
Es ist dabei zu beachten, dass bei dieser Angabe das Gewicht der Nutzlast (Gewicht der Personen an Bord / des Raumfahrzeugs) Einfluss auf das verfügbare Delta v eines Raumschiffes hat, da mit Zunahme der Masse und der damit gesteigerten Trägheit das verfügbare Delta v kleiner wird. Mit anderen Worten: Hätten die Astronauten bei den Apollomissionen zu viele Mondsteine eingepackt, würde zwar das benötigte Delta v der Aufstiegsstufe, um das Mutterschiff zu erreichen, gleich bleiben, das Delta v, was zur Verfügung stünde, würde aber abnehmen und den Wert des benötigten Delta v unterschreiten, wodurch die Aufstiegsstufe zu schwer würde und das Mutterschiff nicht mehr erreichbar gewesen wäre.
Das {\displaystyle \Delta v_{\mathrm {max} }} des voll betankten Apollo-Raumschiffs betrug beispielsweise bei maximaler Nutzlast 2.804 m/s, das der Mondlandefähre 4.690 m/s.

## Typische Deltav für orbitale und interplanetare Manöver

Delta v in km/s für verschiedene Manöver von der Erde zu Mond und Mars

| Manöver zur Stabilisierung           | Bahnhöhe (km) | Delta v (m/s pro Jahr) | Delta v (m/s pro Jahr) |
| Manöver zur Stabilisierung           | Bahnhöhe (km) | typ.                   | max.                   |
| ------------------------------------ | ------------- | ---------------------- | ---------------------- |
| Positionsstabilisierung              |               | <50–55                 |                        |
| Höhenstabilisierung (Luftwiderstand) | <400–500      | <25                    | <100                   |
| Höhenstabilisierung (Luftwiderstand) | <500–600      | <05                    | <025                   |
| Höhenstabilisierung (Luftwiderstand) | >600          |                        | <007,5                 |

| Einmalige Manöver                                          | Delta v (m/s) |
| ---------------------------------------------------------- | ------------- |
| Lagekontrolle                                              | 2–06          |
| Rotationskontrolle                                         | 5–10          |
| Entlastung der Lagestabilistationskreisel                  | 2–06          |
| Trennung von der Startstufe                                | 5–10          |
| Abkoppeln eines Raumschiffs von der ISS mittels Federkraft | 0,12          |

| Manöver zur Orbitveränderung (siehe Graphik rechts) | Manöver zur Orbitveränderung (siehe Graphik rechts) | Delta v (m/s) |
| von                                                 | nach                                                | Delta v (m/s) |
| --------------------------------------------------- | --------------------------------------------------- | ------------- |
| Erdoberfläche                                       | Low Earth Orbit (LEO)                               | 9.300–10.000  |
| Low Earth Orbit                                     | Geostationäre Transferbahn (GTO)                    | 2.500         |
| Geostationärer Transferbahn                         | Geosynchrone Umlaufbahn (GEO, GSO)                  | 1.500         |
| Perigäum der geostationären Transferbahn            | Fluchtbahn                                          | 0.700         |
| Fluchtbahn                                          | Niedriger Mondorbit                                 | 0.700         |
| Fluchtbahn                                          | Mars-Transferorbit                                  | 0.600         |
| Low Earth Orbit                                     | Marsoberfläche                                      | 4.800         |
| Low Earth Orbit                                     | Fluchtbahn aus dem Sonnensystem                     | 8.700         |
| Niedriger Mondorbit                                 | Mondoberfläche                                      | 1.600         |

## Unfallmechanik
Bei Verkehrsunfällen, beispielsweise beim Zusammenstoß von zwei Pkw, kann eine kollisionsbedingte Geschwindigkeitsänderung (Δv) (für jedes Fahrzeug) berechnet werden. Δv gilt als Hauptmaß für die Schwere der Kollision, da es mit den Aufprallkräften der Kollision und der Verzögerung des Fahrzeugs zusammenhängt. In der Regel ist das Verletzungsrisiko für Insassen umso größer, je größer die Geschwindigkeitsänderung während einer Kollision ist.
Als ein typisches Beispiel ist der Auffahrunfall zu nennen, welcher meist zu einer positiven Geschwindigkeitsänderung des vorausfahrenden oder stehenden Fahrzeuges führt, das heißt dieses Fahrzeug wird kollisionsbedingt beschleunigt. Je nach Aufprallschwere besteht für die dortigen Insassen ein Verletzungsrisiko vor allem für die Halswirbelsäule in Form eines Schleudertraumas.